# Jaromír Meduna
Jaromír Meduna (* 10. ledna 1953 Praha) je český filmový, divadelní a dabingový herec.

## Život a rodina
Vystudoval divadelní fakultu AMU. Jako absolvent DAMU strávil tři sezony v ostravském Divadle Petra Bezruče a po dvouleté zastávce v Příbrami následovalo období v Divadle F. X. Šaldy v Liberci: Od roku 1986 působil v Městských divadlech pražských. Po rozdělení souboru přešel do Divadla Komedie. Po dvou letech přešel do Divadla Rokoko a od roku 1998 do roku 2007 patřil k předním členům souboru Městských divadel pražských. V letech 2008 až 2016 byl členem hereckého souboru Divadle na Vinohradech.
Ve filmu se objevil nejprve v epizodních rolích vysokoškoláka ve filmu Den pro mou lásku a vojáka záložníka ve snímku Člověk proti zkáze. Dosavadní největší příležitost na plátně dostal ve filmu Bizon z roku 1989. V televizi se objevil ve filmech Posel dobrých zpráv nebo Proč pláčeš břízo bílá.
Je otcem herce Jana Meduny (1982).

## Divadelní role
- 2000 Stendhal: Červený a černý, Markýz de la Mole, Městská divadla pražská, režie Milan Schejbal
- 2001 Bengt Ahlfors: Popel a pálenka, Robert Malmgren, Městská divadla pražská, režie Jana Kališová
- 2001 Michail Bulgakov: Mrtvé duše, Gubernátor, Městská divadla pražská, režie Aleš Bergman
- 2001 Jacques Vilfrid: Bez obřadu, Leonard, Městská divadla pražská, režie Jan Pecha
- 2002 Roger O. Hirson: Jsem špatná, špatná ženská, George, Městská divadla pražská, režie Jiří Fréhar
- 2003 Anton Pavlovič Čechov: Tisíc a jedna vášeň, Divadlo Viola, režie Lída Engelová
- 2003 Julian Tuwim: Únos Sabinek, Antonín Hromský, Městská divadla pražská, režie Jiří Fréhar
- 2003 Tennessee Williams: Sestup Orfeův, Šerif Talbott, Městská divadla pražská, režie Ladislav Vymětal
- 2003 Drahoslav Makovička: Taxi na věčnost, G. B. Shaw, Městská divadla pražská, režie Jiří Fréhar
- 2004 Florimond Hervé: Mam'zelle Nitouche, Célestin, Městská divadla pražská, režie Jana Kališová
- 2004 Andrew John Bovell: Zmatení jazyků, Průvodce pořadem, Městská divadla pražská, režie Jan Pecha
- 2005 Alex Koenigsmark: Žena v bílém, Conte Fosco, Městská divadla pražská, režie Jan Pecha
- 2005 William Shakespeare: Veselé paničky windsorské, Jan Falstaff, Městská divadla pražská, režie Karel Kříž
- 2005 Lucille Fletcher: Ženy mezi nebem a zemí, Muž, Švandovo divadlo, režie Patrik Hartl
- 2006 Juha Jokela: Mobile Horror, Tarmo, Švandovo divadlo, režie Štěpán Chaloupka
- 2006 Jiří Janků: České Vánoce, Hospodský, Městská divadla pražská, režie Petr Svojtka
- 2006 Patrik Hartl: Možná přijde i Woody, Divadlo Viola, režie Patrik Hartl
- 2006 Karel Poláček: U nás v Kocourkově, Pytlák Jalovec, Městská divadla pražská, režie Petr Svojtka
- 2007 John Steinbeck: Na východ od ráje, Adam starší, Městská divadla pražská, režie Ondřej Zajíc
- 2007 Miroslav Hanuš: Šakalí léta, Jindřich Prokop, Městská divadla pražská, režie Miroslav Hanuš
- 2007 Anton Pavlovič Čechov: Nějak se to zvrtlo, Divadlo Viola, režie Lída Engelová
- 2008 Lawrence Roman: Dohazovač, Owen Grant, Divadlo Palace, režie Petr Hruška
- 2008 Karel Čapek: Věc Makropulos, Jaroslav Prus, Divadlo na Vinohradech, režie David Drábek
- 2008 Richard Nash: Obchodník s deštěm, Šerif Thomas, Divadlo na Vinohradech, režie Martin Stropnický
- 2009 Leo Birinski: Mumraj, Dernov, Divadlo na Vinohradech, režie Ivan Rajmont
- 2010 Friedrich Schiller: Marie Stuartovna, Amias Paulet, Divadlo na Vinohradech, režie Daniel Špinar
- 2010 William Shakespeare: Jindřich IV., Worcester, Letní shakespearovské slavnosti, režie Lucie Bělohradská
- 2011 August Strindberg: Tanec smrti, Kurt, Divadlo na Vinohradech, režie Michal Pavlík
- 2011 William Shakespeare: Caesar, Publius, Divadlo na Vinohradech, režie Martin Stropnický
- 2012 Jerzy Kosiński: Byl jsem při tom, Prezident USA, Divadlo na Vinohradech, režie Martin Stropnický
- 2012 Frank Loesser: Jak udělat kariéru snadno a rychle, J. B. Biggley, Divadlo na Vinohradech, režie Radek Balaš
- 2012 William Shakespeare: Zkrocení zlé ženy, Starý pán z Mantovy, Divadlo na Vinohradech, režie Juraj Deák
- 2012 Pavel Kohout: Cyrano!! Cyrano!! Cyrano!!, Carbon Castel Jaloux, Divadlo na Vinohradech, režie Vladimír Morávek
- 2013 Pavel Kohout: Hašler, Primátor a Plukovník Moravec, Divadlo na Vinohradech, režie Tomáš Töpfer

## Filmové role
- Na cestě je kůň, šéfe (1988)
- Bizon – Honzův otec (1989)
- Rodinka – náhradník (2000)
- Proč pláčeš, břízo bílá (1991)

## Dabingové role
- Hercule Poirot TV seriál – Hercule Poirot
- Ratatouille – Mustafa (2007)
- Pasáž – Stodola (1996)
- Auta – King (2006)
- Divoké vlny – Velký Z/Cvok (2007)
- Úžasňákovi – Bob Parr/pan Úžasňák (2004)
- Star Wars: Epizoda I – Skrytá hrozba – Qui-Gon Jinn (1999)
- Zorro: Tajemná tvář – kapitán Harrison Love (1998)
- Život brouka – Hopr
- Zlomek sekundy – Mlátička (1992)
- Hon na myš – Alexander Falko (1997)
- Mistr Kickboxu – Arthur Gabrewski (1992)
- Větší než život – Trowbridge Bowers (1996)
- Podtrženo, sečteno! – Simon (1991)
- Kriminálka Miami (CSI Miami) – poručík Horatio Caine (2002)
- Králova řeč – Lionel Logue (2010)
- Simpsonovi – Levák Bob, Kent Brockman (od 27. série)
- Francouzská revoluce - Maximilien Robespierre (1989)
- Medicopter 117 – Dr. Michael Lüdwitz (1998)
- Otec Brown – Otec Brown
- Assassin’s Creed – Warren Vidic, Richard I. Lví srdce
- Mafia II – Carlo Falcone, Frank Vinci a El Greco (2010)
- Tlusťoch (TV seriál) – advokát Gregor Ehrenberg (tlusťoch) (2005)

## Rozhlasové role
- 1999 Eugene O'Neill: Tak trochu básník, překlad: Břetislav Hodek, rozhlasová úprava: Marie Říhová, dramaturgie: Jiří Hubička, režie: Lída Engelová. Osoby a obsazení: Cornelius Melody (Alois Švehlík), Nora (Dana Syslová), Sára (Lenka Krobotová), Mickey Maloy (Pavel Kříž), Jamie Gregan (Svatopluk Skopal), Deborah Harfordová (Jana Preissová), O'Dowd (Zdeněk Maryška), Dan Rocha (Jan Szymik) a Nicholas Gadsby (Jaromír Meduna), natočeno v Českém rozhlasu v roce 1999.[1]
- 2001 František Pavlíček: Svatojánské vřesy, původní rozhlasová hra o složitosti a křehkosti lidských vztahů. Hudba Vladimír Rejlek, dramaturgie Jana Weberová, režie Ludmila Engelová. Hrají: Josef Somr, Daniela Kolářová, Lenka Krobotová, Vladimír Brabec, Ladislav Mrkvička, Johanna Tesařová, Václav Vydra, Jaromír Meduna a Radovan Lukavský.[2]
- 2013 William Shakespeare: Julius Caesar. Přeložil, pro Český rozhlas upravil a režii má Jiří Josek. Dramaturg Hynek Pekárek. Hudba Milan Svoboda. Osoby a obsazení: Trebonius (Michal Pavlata), Decius (Jaromír Meduna), Julius Caesar (Alois Švehlík), Casca (Pavel Nečas), Calpurnia, Caesarova manželka (Apolena Veldová), Marcus Antonius (Igor Bareš), Marcus Brutus (Radek Valenta), Cassius (Ivan Řezáč), Lucius (Martin Sucharda), Porcia, Brutova manželka (Lucie Štěpánková), věštec (Stanislav Oubram), Artemidorus (Ilja Racek), Caesarův sluha (Miroslav Hruška), Antoniův sluha (Michal Slaný) a další. (101 min)[3]
- 2017, audiokniha Quo Vadis, vydala Audiotéka v edici Mistři slova. Edice Mistři slova je plná literárních pokladů. Naše nejlepší herecké hlasy, které jsou nám tak blízké, namlouvají své oblíbené knihy a významná literární díla, která je oslovila, ovlivnila a k nimž se třeba i rádi vracejí.
- 2019 – audiokniha Planeta Země – Kruté místo k žití (vydala Audiotéka)